# Ptilope de l'Alligator
Ptilinopus alligator
Espèce
Statut de conservation UICN

 LC  : Préoccupation mineure
Le Ptilope de l'Alligator (Ptilinopus alligator) est une espèce d'oiseaux de la famille des Columbidae. Elle était autrefois considérée comme une sous-espèce du Ptilope à ceinture (P. cinctus).
Elle est endémique à l'Australie dans une aire limitée à la Terre d'Arnhem.